# داريوش فوز
داريوش ووز (بالألمانية: Dariusz Wosz) من مواليد 8 يونيو 1969) هو مدرب كرة قدم ألماني محترف ولاعب سابق وهو مدرب تقني لنادي بوخوم الألماني.
كلاعب لعب في خط الوسط.

## مهنة التدريب
بعد تقاعده ، خدم فوز كمدرب بوخوم تحت 19 عامًا وتم تعيينه في 20 سبتمبر 2009 كمدرب مساعد لفريق الدوري الألماني.  في 29 أبريل 2010 ، حل مكان هيكو هيرليش كمدرب لفريق في إف إل بوخوم. 

## الحياة الشخصية
لديه ابن شقيقه جوشا فوز هو أيضًا لاعب كرة قدم محترف.